# راسيل كوفي
راسيل كوفي (بالإنجليزية: Russell Coffey)‏ هو عسكري أمريكي، ولد في 1 سبتمبر 1898 في تيرو في الولايات المتحدة، وتوفي في 20 ديسمبر 2007.